# Кармен Лафорет
Кармен Лафорет (Барселона, 6 вересня 1921– Мадрид, 28 лютого 2004) — іспанська письменниця, яка писала у період після громадянської війни в Іспанії. Як важлива європейська письменниця, вона своїми творами зробила внесок у школу екзистенціалістської літератури, а її перший роман «Нішо» продовжив іспанський літературний стиль tremendismo, який розпочав Каміло Хосе Села  романом «Родина Паскуаля Дуарте». 1944 року авторка здобула премію Надаля.

## Життєпис
Лафорет народилася в Барселоні, Іспанія, але у віці 2 років переїхала з родиною на Канарські острови, де й провела дитинство. У 12 років вона пережила втрату матері, і її батько згодом одружився з жінкою, яку не любили Лафорет та її брати й сестри (неприємні випадки зображено в більшій частині її творів). 1939 року 18-річна Лафорет поїхала до Барселони, де вивчала філософію в Університеті Барселони, оселившись у родичів. 1942 року вона виїхала до Мадрида, де вивчала право в Мадридському університеті Комплутенсе. На другому курсі навчання вона покинула заняття, щоб повністю присвятити себе письменництву, і між січнем-вереснем 1944 року  написала свій перший роман «Ніщо», який здобув премію Надаля від Editorial Destino у перший рік публікації (1945). Роман про розвиток жінки-підлітки, «Ніщо» вважають класикою іспанської літератури XX століття й він розглядає такі теми, як екзистенціалізм та підлітковий пошук ідентичності.
Лафорет підтримувала дуже недовірливі стосунки зі своїми критиками, особливо після того, як їй не вдалося досягти такого ж видатного визнання, як її перший роман. Однак вона опублікувала загалом п'ять романів: роман La Isla y los demonios, що вийшов 1952 року, та, по суті, є приквелом до Ніщо; роман La mujer nueva 1955 року, мотивований її повторним відкриттям католицької віри та лауреат Premio Menorca; роман La Insolación 1963 року, перша частина трилогії Tres pasos fuera del tiempo; й, нарешті, посмертний психологічний роман Al volver la esquina, опублікований у травні 2004 року.
Після візиту до США гостею Державного департаменту 1965 року Лафорет 1967 року опублікувала свої подорожні нотатки під назвою Parelelo 35. Її дружба з іншим іспанським письменником і жителем США Рамоном Х. Сендером була оприлюднена в серії листів, опублікованих 2003 року під назвою Puedo contar contigo. Вона також є авторкою оповідань, більшість з яких вийшли у збірці 1952 року La muerta, а також повістей, які вийшли у збірці La llamada 1954 року. Чотири додаткові оповідання — El infierno, Recién casados, El alivio та El secreto de la gata — опублікували в журналах Ínsula (1944 і 1952), Destino (червень 1953) і Bazar (березень 1952) відповідно. 1987 року вона почала навчання в аспірантурі з літератури в Джорджтаунському університеті.
Упродовж останніх років Лафорет мала хворобу Альцгеймера, з часом втратила здатність говорити. Померла в Мадриді 28 лютого 2004 року.
«Ніщо», її найуспішніший роман, постійно друкували. Публікація у 2003 році Puedo contar contigo, вибірки її листування з Рамоном Х. Сендером під редакцією Ізраеля Ролона Баради, та перевидання роману 1955 року, La mujer nueva, з прологом того ж редактора, однак призвело до поновлення інтересу до її творчості, який підкріпив новий англійський переклад роману «Ніщо», який виконала Едіт Гроссман 2007 року. У лютому 2007 року, на відзначення третьої річниці смерті авторки, Editorial Menoscuarto вперше опублікував збірку всіх її оповідань, зокрема п’ять раніше непублікованих оповідань. 2009 року Крістіна Серезалес видала другу книгу про свою матір, Música Blanca (Destino).

## Вшанування
2010 року в районі Вальдеррібас, що в районі Вікальваро (Мадрид), побудували школу, названу на її честь.
2011 року авторку посмертно нагороджено Can de Plata de Gran Canaria в категорії «Мистецтво» від Cabildo Insular de Gran Canaria.
Є кілька вулиць з її іменем в Естепоні (Малага), в районі Агуас Вівас (Гвадалахара), у Махадаонді, в Торрехон де Ардос і в районі Сото дель Енарес (Мадрид). Деякі вулиці в містах Лас-Пальмас і Сан-Бартоломе-де-Тірахана на острові Гран-Канарія також отримали назву на честь Кармен Лафорет.
2004 року вийшла серія біографій, присвячених Кармен Лафорет, під редакцією письменниці Нурії Амат.
2014 року Інститут Сервантеса в Нью-Йорку (США) віддав данину пам’яті письменниці під час одного з культурних заходів до 70-річчя публікації її книжки «Ніщо».
Площу в Барселоні — Plaça de Carmen Laforet — назвали на її честь. На площі є табличка, де можна прочитати каталонською: Кармен Лафорет (Барселона 1921 — Мадрид 2004). Письменниця ... Народилася в цьому будинку, джерелі натхнення для її першого роману «Ніщо». (ісп. «Carmen Laforet (Barcelona 1921 — Madrid 2004)... Escriptora ... Va néixer en aquesta casa, font d'inspiració de la seva primera novel la Nada».)

## Фільмографія
1947 року версія екранізації роману «Ніщо» вийшла на великий екран. Режисером повнометражного фільму став Едгар Невіл. У ньому взяли участь такі актори, як Кончіта Монтес, Рафаель Бардем, Марія Деніс, Фоско Джачетті та інші. Через цензуру у ті роки тридцять хвилин фільму вирізали, а багато сцен, знятих у Барселоні, стерли.
Пізніше, 1956 року, Аргентина випустила екранізацію роману «Ніщо», чорно-білу драму режисера Леопольдо Торре Нільссона.

## Праці
Літературна творчість письменниці широка. Після смерті матері батько одружився з жінкою, з якою у Кармен не склалися стосунки. Ця ситуація знайшла відображення у трьох її працях. Ці твори, головними героями яких є сироти, Ніщо (1945), La isla y sus demonios (1952) і La Insolación (1963).
У кожному творі іспанська письменниця намагалася поєднати свої почуття. Кілька авторів наполягають на її феміністичному баченні, хоча слід відзначити її містичне бачення світу, особливо у творі La mujer nueva, основною лінією якого є віра головної героїні. Головна героїня цього твору — Пауліна, жінка, яка переходить від критики Церкви до сповідування католицької релігії, зміни, яку вона обирає сама. Пауліна перестала вести грішне життя, оскільки у неї народився позашлюбний син, а також вона мала стосунки з іншим чоловіком. Таким чином, у цьому творі свобода жінки обирати інший спосіб життя поєднується з містикою. Це могло бути пов'язано з релігійними переконаннями авторки, оскільки в листуванні, яке зберігалося протягом тривалого часу з письменником Рамоном Дж. Сендером, вона стверджує, що вірить в Бога.
Інтрига і таємниця також присутні в багатьох її працях. Цю письменницю можна вважати попередницею детективного роману в Іспанії, тому що, хоча зараз це жанр, що розвивається, і він був започаткований деякий час тому, вона писала так на тридцять років раніше, ніж інші автори.
Твори Лафорет малюють похмуру картину іспанського суспільства під диктатурою Франциско Франко, у деяких випадках використовуючи іноземних персонажів, які відвідують Іспанію, щоб представити погляд сторонньої людини, наприклад, Мартіна, персонажа її твору Al volver de la esquina, опублікованого посмертно (видавець Destino) у 2004 році, у рік її смерті. Примітною є складність наративної структури, яка свідчить про еволюцію авторської оповіді. Al volver de la esquina є частиною трилогії під назвою Tres pasos fuera del tiempo разом із La Insolación і Jaque mate. Це незавершена трилогія, оскільки, попри те, що вона говорила про це у своєму листуванні з Рамоном Дж. Сендером, авторка померла до публікації останнього тому (фактично, ніхто не знає, чи був він насправді написаний).
Інші роботи авторки:
- Ніщо (ісп. Nada)[5] (1944), роман.
- La isla y los demonios (1952), роман.
- Фортепіано (1952), роман.
- La muerta (1952), оповідання.
- Un noviazgo (1953), роман.
- El viaje divertido (1954), короткий роман.
- La niña (1954), роман.
- Los emplazados (1954), короткий роман.
- La llamada (1954), повість.
- La mujer nueva (1955), роман.
- Un matrimonio (1956), роман.
- Гран-Канарія (ісп. Gran Canaria) (1961), есе.
- La Insolación (1963), роман.
- Paralelo 35 (1967), книга подорожей.
- La niña y otros relatos (1970), оповід.
- Artículos literarios (1977), збірка статей.
- Mi primer viaje a USA (1981) есе.
- Розамунда (ісп. Rosamunda), історія, що ввійшла у Cuentos de este siglo, Encinar, Ángeles (ed.), Barcelona, 1995.
- Al colegio, оповідання, включене до Madres e hijas, Freixas, Laura (ed.), Barcelona, 1996.
- Al volver la esquina (2004), посмертний роман. Продовжує історію La insolación.
- Carta a Don Juan (2007), збірка всіх її оповідань.
- Ромео і Джульєта II (ісп. Romeo y Julieta II) (2008), збірка історій кохання.

### Переклади  українською
2022 року у видавництві «Комора» вийшов український переклад книжки «Ніщо». Перекладачка з іспанської — Анна Вовченко.

## Спадок
Після смерті Лафорет 28 лютого 2004 року увага критиків знову зосередилася на її менш відомих роботах (по суті, на всіх виданих після Ніщо), але, безсумнівно, публіка завжди думатиме про Ніщо, коли згадують ім’я Лафорет, про що свідчить іспанська фраза «Після Ніщо нічого» (ісп. Después de Nada, nada). На 100-річний ювілей Лафорет присвятили Google Doodle.

## Зовнішні посилання
- «Кармен Лафоре «Ніщо»: погляд молодої жінки на поганий світ», рецензія на книгу в New York Times, 2007.
- Запис у Британській енциклопедії «Кармен Лафорет».
- La traducción de 'Nada' al ucraniano espera en un refugio al fin de la guerra

### Рецензії українською
- Тетяна Петренко. Від сьогодні ти – «Ніщо». Рецензія на роман Кармен Лафорет
- Ольга Лілік. Кармен Лафорет «Ніщо»